# Halloren Schokoladenfabrik

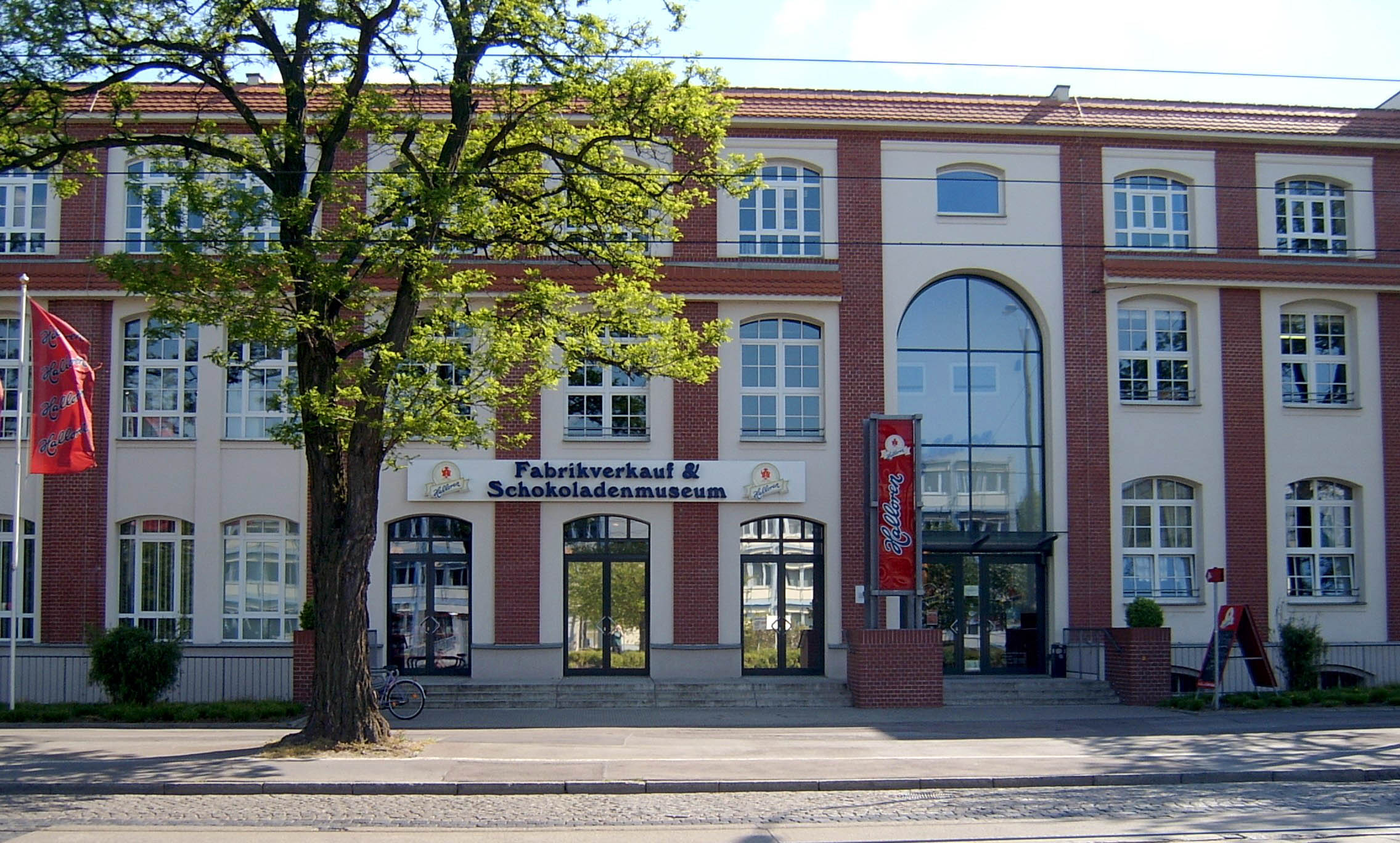
Chokladmuseet vid fabriken i Halle an der Saale.

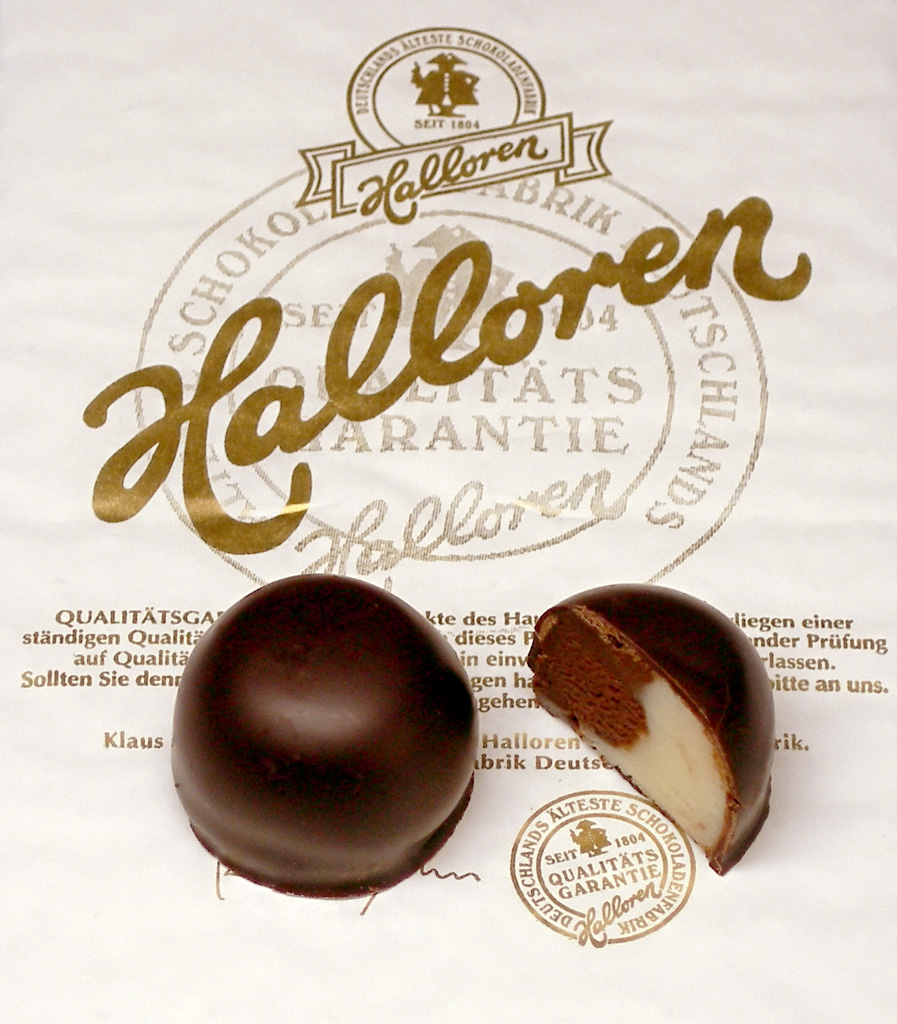
Hallorenkugeln

Halloren Schokoladenfabrik AG är Tysklands äldsta chokladfabrik som fortfarande är i drift.  Chokladtillverkaren grundades i Halle an der Saale av Friedrich August Miethe 1804, och företaget har fortfarande sitt huvudkontor och sin huvudsakliga tillverkning i Halle.
1851 övertogs företaget av familjen David.  Under denna tid blev fabriken särskilt känd för tillverkning av praliner under varumärket Mignon.  1905 blev man aktiebolag under namnet David & Söhne AG.
Namnet ändrades till Mignon Schokoladenwerke AG 1933, då man på grund av nazitysklands bojkott av judiska affärsinnehavare var orolig för att namnet David skulle väcka judiska associationer.  Under andra världskriget ställdes tillverkningen om till krigsproduktion och 1943-1945 tillverkade fabriken istället delar till flygplansvingar.  
I Östtyskland förstatligades fabriken efter kriget och tillverkade från 1952 choklad under namnet Halloren, som togs från det berömda saltarbetarskrået i Halle.  Fabriken blev känd för sina Hallorenkugeln-praliner och var den ledande chokladtillverkaren i DDR.
Efter Tysklands återförening privatiserades företaget 1992 och är sedan 2007 aktiebolag noterat på Frankfurtbörsen. Man har även köpt upp märkena Confiserie Dreher, Weibler Confiserie & Chocolaterie, Delitzscher Schokoladenfabrik och det nederländska Steenland Chocolate.
Halloren Schokoladenfabrik AG hade 660 anställda och en omsättning på 94 miljoner euro år 2012.  Tillverkningen sker fortfarande i de moderniserade lokalerna från 1896 i Halle, där man även byggt till ett chokladmuseum och lokaler för fabriksförsäljning.